# Wals-Siezenheim
Wals-Siezenheim é um município da Áustria, situado no distrito de Salzburg-Umgebung, no estado de Salzburgo. Tem 26,61 km² de área e sua população em 2019 foi estimada em 13.213 habitantes.